# Симсала Грим: Вълшебните приказки на Братя Грим
„Симсала Грим: Вълшебните приказки на Братя Грим“ е германски анимационен сериал, базиран на приказките на Братя Грим. Първи сезон е излъчен от 1 ноември до 17 ноември 1999 г., а втори – от 5 юли до 21 юли 2000 г. В края на 2010 г. е излъчен трети сезон. Някои от заглавията на епизодите са „Брат и сестра“, „Верният Йоханес“, „Вълшебното огниво“, „Жабокът принц“, „Ловкият крадец“, „Масичке, поднеси храна!“, „Трите златни косъма на Дявола“, „Хитрото джудже“, „Цар Дроздобрад“, „Шестимата слуги“, „Що е страх?“, „Кристалната топка“, „Бременските музиканти“ и „Рапунцел“.

## Излъчване в България
В България сериалът по НТВ започва да се излъчва на 9 ноември 2003 г., всяка неделя от 09:30 с повторение в понеделник от 07:00 и завършва на 2 май 2004 г., като е дублиран на български. Повторното му излъчване започва в края на същата година, всяка неделя от 09:00 и приключва през 2005 г. Дублажът е от Арс Диджитал Студио, чието име не се споменава. Ролите се озвучават от артистите Елена Русалиева, Силвия Лулчева, Борис Чернев и Васил Бинев.

## Списък с епизоди
1. Храбрият шивач
2. Палечко
3. Хензел и Гретел
4. Вълкът и седемте козлета
5. Трите златни косъма на дявола
6. Шестимата слуги
7. Ловкият крадец
8. Рапунцел
9. Цар Дроздобрад
10. Що е страх?
11. Хитрото джудже
12. Котаракът в чизми
13. Брат и сестра
14. Бременските музиканти
15. Червената шапчица
16. Масичке, поднеси храна
17. Верният Йоханес
18. Кристалната топка
19. Вълшебното огниво
20. Пепеляшка
21. Снежанка
22. Спящата красавица
23. Шестте лебеда
24. Гъсарката на кладенеца
25. Жабокът-принц
26. Гъсарката
27. Джак и бобеното стъбло
28. Странното създание
29. Заекът и таралежът
30. Старият султан
31. Баба Хола
32. Трите прасенца
33. Четиримата работливи братя
34. Враждата на магьосника
35. Славеят
36. Красавицата и Звярът
37. Дванайсетте принцеси
38. Щастливият Ханс
39. Малкият Мук
40. Златокоска и трите мечки
41. Аладин и вълшебната лампа
42. Халифът Щърк
43. Барабанчикът
44. Белоснежка и Червенорозка
45. Меча кожа
46. Малката русалка
47. Пинокио
48. Железният Ханс
49. Новите дрехи на царя
50. Йоринде и Йорингел
51. Пеещата чучулига
52. Трите пера